# Argiolestes simplex
Argiolestes simplex е вид водно конче от семейство Megapodagrionidae.

## Разпространение
Видът е разпространен в Индонезия.

## Описание
Популацията на вида е стабилна.